# Republika
Republika é uma banda de rock da Polônia formada na cidade de Toruń em 1981.

## Integrantes

### Atuais
- Grzegorz Ciechowski - vocalista, teclados, flauta (1981-1986, 1990-2001)
- Zbigniew Krzywański - guitarra (1981-1986, 1990-2002)
- Leszek Biolik - baixo (1991-2002)
- Sławomir Ciesielski - percussão (1981-1986, 1990-2002)

### Ex-integrantes
- Paweł Kuczyński - baixo (1981-1986, 1990)

## Discografia[2]

### Álbuns de estúdio
- 1983 - "Nowe sytuacje"
- 1983 - "1984"
- 1984 - "Nieustanne tango"
- 1991 - "1991"
- 1993 - "Siódma pieczęć"
- 1995 - "Republika marzeń"
- 1998 - "Masakra"
- 2002 - "Republika"

### Singles
- 1983 - "Kombinat/Gadające głowy"
- 1983 - "Układ sił/Sexy doll"
- 1986 - "Sam na linie/Moja krew"
- 1991 - "Lawa/Balon"
- 1993 - "Obejmij mnie, Czeczenio"

### Compilações
- 1993 - "'82 - '85"
- 1999 - "Biała flaga"
- 2007 - "Gwiazdy polskiej muzyki lat 80. - vol. II"
- 2019 - "Winyloteka. Republika"

### Coletâneas
- 2003 - "Komplet" (13 CD)

### Álbuns ao vivo
- 1993 - "Bez prądu"
- 2002 - "Republika"
- 2004 - "Największe przeboje - LIVE"
- 2007 - "Trójka Live!"

## Bandas relacionadas
- Obywatel G.C.
- Opera
- Grzegorz z Ciechowa